# 1-뷰타인
1-뷰타인(1-Butyne)은 화학식 HC2CH2CH3을 갖는 유기 화합물이다.
무색의 가연성 기체이다. 1-뷰타인은 알킨 복분해, 수소화, 폼알데하이드와의 축합과 같은 말단 알킨의 전형적인 반응에 참여한다. 연소열을 기준으로 이성체인 2-뷰타인보다 약간 더 안정적이다.

## 같이 보기
- 2-뷰타인
- 뷰타다이엔